# زهانه
زهانه (به عربی: زهانة) یک شهرداری در الجزایر است که در استان معسکر واقع شده‌است. زهانه ۱۸٬۸۳۹ نفر جمعیت دارد.